# Cantone di Cotignac
Il Cantone di Cotignac era una divisione amministrativa dell'arrondissement di Brignoles.
È stato soppresso a seguito della riforma complessiva dei cantoni del 2014, che è entrata in vigore con le elezioni dipartimentali del 2015.
Comprendeva i comuni di:
- Carcès
- Correns
- Cotignac
- Entrecasteaux
- Montfort-sur-Argens
- Saint-Antonin-du-Var